# Coll dels Belitres
Coll dels Belitres är ett bergspass i Spanien, på gränsen till Frankrike.   Det ligger i provinsen Província de Girona och regionen Katalonien, i den östra delen av landet, 600 km öster om huvudstaden Madrid. Coll dels Belitres ligger 165 meter över havet.
Terrängen runt Coll dels Belitres är kuperad. Havet är nära Coll dels Belitres åt nordost.  Närmaste större samhälle är Roses, 19,2 km söder om Coll dels Belitres. 